# Faggen
Faggen je obec v Rakousku ve spolkové zemi Tyrolsko v okrese Landeck. K 1. lednu 2019 zde žilo 378 obyvatel.
Obec leží v přírodním parku Kaunergrat.

## Poloha
Faggen leží v Alpách v nadmořské výšce 900 m. Rozloha obce je 3,63 km². Faggen je svou rozlohou nejmenší obec údolí Oberes Gericht, části údolí Oberinn. Rozkládá se nad bystřinou Faggenbach, tekoucí do údolí Kaunertal.
Součástí obce jsou na sever položené osady: Außergufer, Untergufer, Obergufer, Innergufer, Oberfaggen, Unterfaggen.

## Sousední obce
Faggen sousedí s obcemi Fließ, Kaunerberg, Kauns a Prutz.

## Památky
- kaple Panny Marie Pomocné se sochou Krista z 17. století a obrazem Panny Marie Pomocné z 18. století[3]
- hostinec z období kolem roku 1678 s pozdně gotickým jádrem, přestavěn v 18. století[4]